# بيتر تشيس
بيتر تشيس (بالإنجليزية: Peter Chase)‏ (9 أكتوبر 1993 في جمهورية أيرلندا - ) هو لاعب كريكت أيرلندي. شارك مع منتخب أيرلندا للكريكت. أما مع النوادي، فقد لعب مع نادي مقاطعة دورهام للكريكت ‏.

## وصلات خارجية
- بيتر تشيس على موقع إي آس بي آن كريك إنفو (الإنجليزية)